# Кенгяде
Кенгя́де (также Кэнгээдэ, Кенде, Кенгеде) — река в Оленёкском районе Якутии, левый приток Арга-Салы (бассейн Оленька). Длина реки — 241 км, площадь водосборного бассейна — 7610 км².
Исток реки находится на юге Анабарского плато, на высоте более 400 м над уровнем моря, к югу от верховий реки Большая Куонамка. Преимущественно течёт на юг и юго-восток. В среднем течении русло описывает дугу в районе Харанских сопок, расширяется до 50-70 м. Протекает по незаселённой местности (ближайший населённый пункт — село Оленёк), где преобладает лиственничная тайга и лесотундра. Многочисленные пороги и перекаты. Впадает в Арга-Салу слева в 12 км от её устья, ниже впадения Кюэнелекяна, на высоте 106 м над уровнем моря. В нижнем течении ширина русла составляет 119 м при глубине 2 м, скорость течения в низовьях — 0,5 м/с.
Питание в основном снеговое. Замерзает с первой половины октября до конца мая или начала июня.

## Основные притоки
Указаны поименованные притоки длиной 30 км и более.
| Название | Расстояние от устья | Длина | Положение |
| -------- | ------------------- | ----- | --------- |
| Хаялах   | 23                  | 32    | правый    |
| Харыялах | 28                  | 37    | правый    |
| Талахтах | 46                  | 44    | левый     |
| Куранах  | 54                  | 63    | правый    |
| Осур     | 78                  | 109   | левый     |
| Токур    | 118                 | 85    | левый     |
| Будюрхай | 155                 | 58    | левый     |
| Харан    | 180                 | 54    | правый    |

## Данные водного реестра
По данным государственного водного реестра России и геоинформационной системы водохозяйственного районирования территории РФ, подготовленной Федеральным агентством водных ресурсов:
- Бассейновый округ — Ленский
- Речной бассейн — Оленёк
- Речной подбассейн — нет
- Водохозяйственный участок — Оленёк от истока до водомерного поста ГМС Сухана
- Код объекта в государственном водном реестре — 18020000112117600053015[5].